# Washington Open 2024 - Qualificazioni singolare maschile
Le qualificazioni del singolare del Washington Open 2024 sono state un torneo di tennis preliminare per accedere alla fase finale della manifestazione. I vincitori dell'ultimo turno sono entrati di diritto nel tabellone principale. In caso di ritiro di uno o più giocatori aventi diritto, a questi sono subentrati i lucky loser, ossia i giocatori che hanno perso nell'ultimo turno ma che avevano una classifica più alta rispetto agli altri partecipanti che avevano comunque perso nel turno finale.

## Teste di serie
1. Roberto Bautista Agut (ritirato)
2. Billy Harris (primo turno)
3. Zachary Svajda (ultimo turno, lucky loser)
4. Térence Atmane (ultimo turno)
5. Leandro Riedi (ultimo turno)
6. Benjamin Bonzi (primo turno)

1. Mattia Bellucci (qualificato)
2. Radu Albot (qualificato)
3. Denis Evseev (primo turno)
4. Shintaro Mochizuki (ultimo turno)
5. Maxime Cressy (qualificato)
6. Alex Bolt (primo turno)

## Qualificati
1. Maxime Cressy
2. Hong Seong-chan
3. Mitchell Krueger

1. Radu Albot
2. Mattia Bellucci
3. Elias Ymer

### Lucky loser
1. Zachary Svajda

## Tabellone

### Sezione 1
|  | Primo turno | Primo turno          | Primo turno        | Primo turno | Primo turno |  |  | Ultimo turno | Ultimo turno  | Ultimo turno | Ultimo turno | Ultimo turno |  |
|  |             |                      |                    |             |             |  |  |              |               |              |              |              |  |
|  | Alt         | Marc Polmans         | 3                  | 7           | 6           |  |  |              |               |              |              |              |  |
|  | WC          | Thai-Son Kwiatkowski | 6                  | 5           | 2           |  |  | Alt          | Marc Polmans  | 3            | 6            | 0            |  |
|  |             | Tristan Schoolkate   | Tristan Schoolkate | 1           | 2           |  |  | 11           | Maxime Cressy | 6            | 2            | 6            |  |
|  | 11          | Maxime Cressy        | Maxime Cressy      | 6           | 6           |  |  |              |               |              |              |              |  |

### Sezione 2
|  | Primo turno | Primo turno     | Primo turno     | Primo turno | Primo turno |  |  | Ultimo turno | Ultimo turno    | Ultimo turno    | Ultimo turno | Ultimo turno |  |
|  |             |                 |                 |             |             |  |  |              |                 |                 |              |              |  |
|  | 2           | Billy Harris    | Billy Harris    | 3           | 5           |  |  |              |                 |                 |              |              |  |
|  |             | Paul Jubb       | Paul Jubb       | 6           | 7           |  |  |              | Paul Jubb       | Paul Jubb       | 4            | 5            |  |
|  |             | Hong Seong-chan | Hong Seong-chan | 6           | 6           |  |  |              | Hong Seong-chan | Hong Seong-chan | 6            | 7            |  |
|  | 12/Alt      | Alex Bolt       | Alex Bolt       | 4           | 4           |  |  |              |                 |                 |              |              |  |

### Sezione 3
|  | Primo turno | Primo turno       | Primo turno       | Primo turno | Primo turno |  |  | Ultimo turno | Ultimo turno     | Ultimo turno     | Ultimo turno | Ultimo turno |  |
|  |             |                   |                   |             |             |  |  |              |                  |                  |              |              |  |
|  | 3           | Zachary Svajda    | Zachary Svajda    | 6           | 6           |  |  |              |                  |                  |              |              |  |
|  | Alt         | Yasutaka Uchiyama | Yasutaka Uchiyama | 4           | 3           |  |  | 3            | Zachary Svajda   | Zachary Svajda   | 2            | 2            |  |
|  |             | Mitchell Krueger  | Mitchell Krueger  | 6           | 6           |  |  |              | Mitchell Krueger | Mitchell Krueger | 6            | 6            |  |
|  | 9           | Denis Evseev      | Denis Evseev      | 2           | 4           |  |  |              |                  |                  |              |              |  |

### Sezione 4
|  | Primo turno | Primo turno     | Primo turno     | Primo turno | Primo turno |  |  | Ultimo turno | Ultimo turno   | Ultimo turno | Ultimo turno | Ultimo turno |  |
|  |             |                 |                 |             |             |  |  |              |                |              |              |              |  |
|  | 4           | Térence Atmane  | Térence Atmane  | 7           | 6           |  |  |              |                |              |              |              |  |
|  |             | Liam Broady     | Liam Broady     | 64          | 4           |  |  | 4            | Térence Atmane | 6            | 3            | 5            |  |
|  | WC          | Eliot Spizzirri | Eliot Spizzirri | 0           | 2           |  |  | 8            | Radu Albot     | 2            | 6            | 7            |  |
|  | 8           | Radu Albot      | Radu Albot      | 6           | 6           |  |  |              |                |              |              |              |  |

### Sezione 5
|  | Primo turno | Primo turno     | Primo turno     | Primo turno | Primo turno |  |  | Ultimo turno | Ultimo turno    | Ultimo turno | Ultimo turno | Ultimo turno |  |
|  |             |                 |                 |             |             |  |  |              |                 |              |              |              |  |
|  | 5           | Leandro Riedi   | Leandro Riedi   | 6           | 6           |  |  |              |                 |              |              |              |  |
|  |             | Gijs Brouwer    | Gijs Brouwer    | 3           | 2           |  |  | 5            | Leandro Riedi   | 7            | 3            | 64           |  |
|  | WC          | Tristan Boyer   | Tristan Boyer   | 6           | 2           |  |  | 7            | Mattia Bellucci | 64           | 6            | 7            |  |
|  | 7           | Mattia Bellucci | Mattia Bellucci | 7           | 6           |  |  |              |                 |              |              |              |  |

### Sezione 6
|  | Primo turno | Primo turno        | Primo turno | Primo turno | Primo turno |  |  | Ultimo turno | Ultimo turno       | Ultimo turno       | Ultimo turno | Ultimo turno |  |
|  |             |                    |             |             |             |  |  |              |                    |                    |              |              |  |
|  | 6           | Benjamin Bonzi     | 6           | 3           | 2           |  |  |              |                    |                    |              |              |  |
|  | Alt         | Elias Ymer         | 4           | 6           | 6           |  |  | Alt          | Elias Ymer         | Elias Ymer         | 6            | 6            |  |
|  | WC          | Andrew Fenty       | 6           | 64          | r           |  |  | 10           | Shintaro Mochizuki | Shintaro Mochizuki | 3            | 0            |  |
|  | 10          | Shintaro Mochizuki | 3           | 7           |             |  |  |              |                    |                    |              |              |  |